# Mai 1911

## Événements
- Porfirio Díaz abandonne le pouvoir puis quitte définitivement le Mexique le 1er octobre.

- 9 mai (Nicaragua) : les États-Unis contraignent Estrada à démissionner et le vice-président Adolfo Díaz lui succède. Plus conciliant, il cède aux nord-américains le contrôle des chemins de fer nationaux, de la compagnie maritime du lac et de la Banque nationale.

- 11 mai : le Français Édouard Nieuport bat le record de vitesse pure en avion : 119,760 km/h sur un « Nieuport ».

- 14 mai : sixième édition de la Targa Florio.

- 16 mai : Herbert James Palmer devient premier ministre de l'Île-du-Prince-Édouard remplaçant Francis Longworth Haszard.

- 21 au 26 mai : course d'avion par étapes entre Paris et Madrid. À noter l'accident dès le départ avec l'avion du français Louis Émile Train (pilote qui avait battu plusieurs records d'altitude) qui, en se posant en urgence sur la piste envahie par les officiels et la foule, tue le Ministre de la Guerre Maurice Berteaux et blesse grièvement le Président du Conseil Ernest Monis et d'autres personnalités. Malgré l'accident, la course est maintenue. Jules Védrines sur un « Morane-Borel » arrive premier en 27 heures et 5 minutes de vol.

- 22 mai, Portugal : une nouvelle monnaie, l’escudo, se substitue au réal.

- 26 mai (Allemagne) : adoption d’un projet de constitution pour l’Alsace-Lorraine par le Reichstag, mais le Reichsland n’acquiert pas l’égalité des droits avec les États confédérés.

- 28 au 31 mai : course d'avion par étapes entre Paris et Rome. Le Français André Beaumont s'impose en 28 heures et 5 minutes de vol devant Roland Garros.

- 29 mai, Russie : loi agraire favorisant la dissolution de la commune rurale.

- 30 mai : première édition des 500 miles d'Indianapolis, sur l'Indianapolis Motor Speedway, remportée par Ray Harroun, à la moyenne de 120,060 km/h..

- 31 mai : 
  - Premier congrès international de réglementation aérienne à Paris.
  - Lancement du Titanic le plus grand paquebot du monde à Belfast avec un public de 100 000 personnes.

## Naissances
- 3 mai : « Armillita Chico » (Fermín Espinosa Saucedo), matador mexicain († 5 septembre 1978).
- 11 mai : Mitchell Sharp, homme politique († 19 mars 2004).
- 14 mai : Jean Borremans, homme politique belge († 8 février 1968).
- 21 mai : Maurice Nadeau, écrivain, critique littéraire et éditeur français († 16 juin 2013).
- 23 mai : Paul Augustin Mayer, préfet émérite de la Commission pontificale « Ecclesia Dei » († 30 avril 2010).
- 26 mai : 
  - Ben Alexander, acteur américain († 5 juillet 1969).
  - Jean-Louis Boncœur, écrivain français († 21 mars 1997).
  - Maurice Baquet, acteur, alpiniste et violoncelliste français († 8 juillet 2005).

## Décès
- 18 mai : Gustav Mahler, compositeur (° 1860).
- 20 mai : Nevil Story Maskelyne, photographe et homme politique britannique (° 1823).
- 23 mai : Lucien Przepiórski, peintre polonais (° 1831).